# Městský hřbitov v Novém Jičíně
Městský hřbitov v Novém Jičíně je hlavní městský hřbitov v Novém Jičíně. Nachází se na východním okraji centra města, v ulici Hřbitovní.

## Historie

### Vznik
Hřbitov byl vystavěn roku 1890 na velkém pozemku na okraji města při silnici na Příbor a Štramberk jako nový městský hřbitov náhradou za původní, a v té době již kapacitně a hygienicky nedostačující, pohřebiště u kostelů Nanebevzetí Panny Marie, sv. Trojice a později také při kapli Bolestné Panny Marie (zvané Španělská). Vstup tvoří neoklasicistní brána, zbudována byla také márnice a obřadní síň. Založen byl nedaleko městského židovského hřbitova.
Podél zdí areálu je umístěna řada hrobek významných obyvatel města. Pohřbeni jsou na hřbitově i vojáci a legionáři bojující v první a druhé světové válce.

### Po roce 1945
S odchodem téměř veškerého německého obyvatelstva města v rámci odsunu Sudetských Němců z Československa ve druhé polovině 40. let 20. století zůstala řada hrobů německých rodin opuštěna a bez údržby. V pozdějších letech byl hřbitov nadále rozšiřován. Po roce 2000 byly staré německé náhrobky uspořádány na pietním místě.

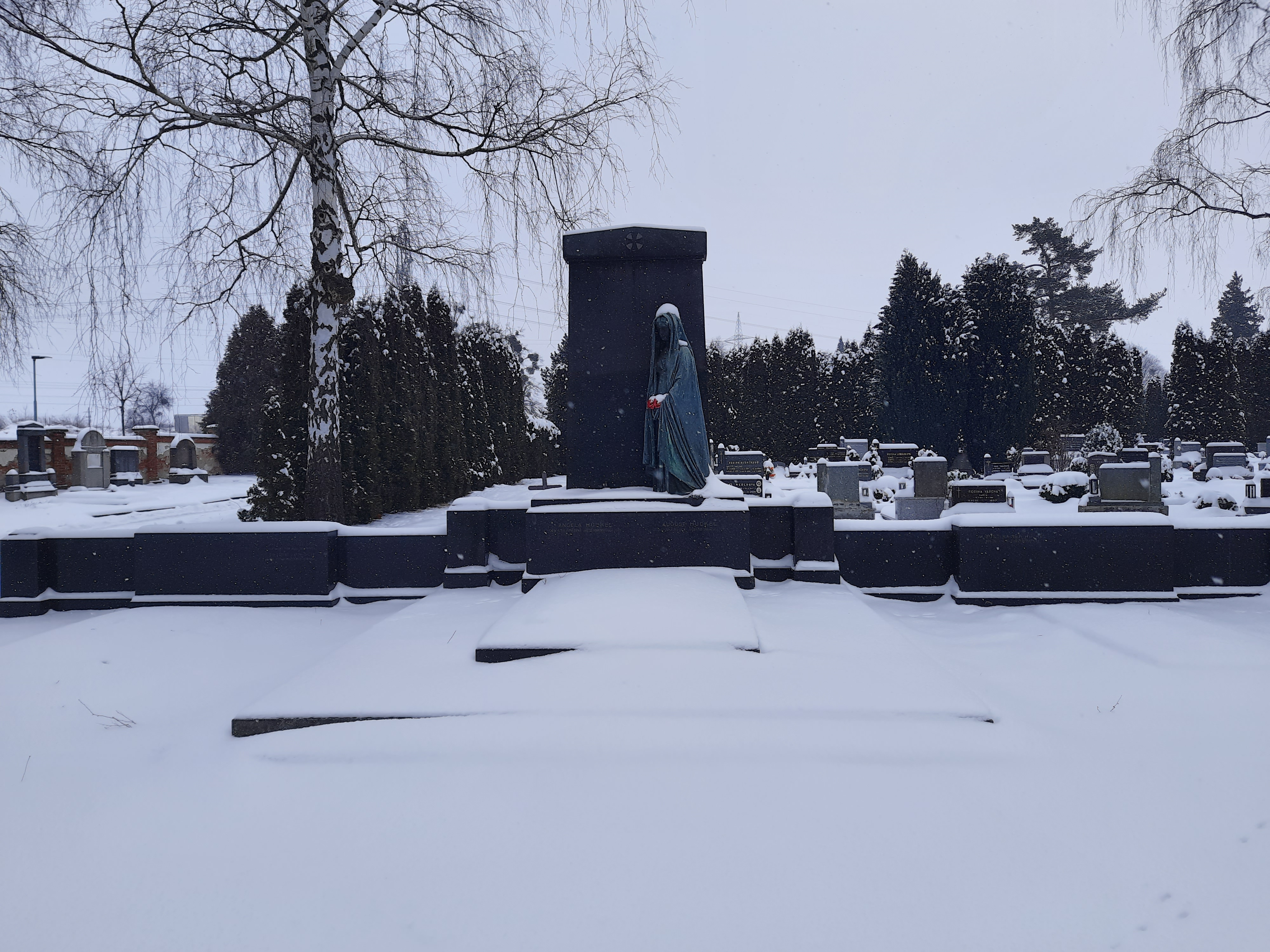
Hrobka rodiny Augusta Hückela na Městském hřbitově v Novém Jičíně

V Novém Jičíně se nenachází krematorium, ostatky zemřelých jsou zpopelňovány povětšinou v krematoriích v Ostravě a ve Zlíně.

## Osobnosti pohřbené na tomto hřbitově
- Ferdinand Czeiczner (1850–1932) – továrník a starosta města
- Heinrich Czeike starší (1844–1906) – architekt a stavitel
- František Bohumil Doubek (1865–1952) – malíř a ilustrátor
- Josef Blum (1851–1914) – architekt a stavitel

#### Podnitatelský rod Hückelů
- - August Hückel (1838–1917) – podnikatel, majitel továrny Tonak (samostatná rodinná hrobka)
  - Johann Hückel (1843–1917) – podnikatel, spolumajitel továrny Tonak (samostatná rodinná hrobka)
  - Carl Hückel (1850–1919) – podnikatel, spolumajitel továrny Tonak (samostatná rodinná hrobka)